# 2013 en jeu
Chronologie du jeu
- 2009
- 2010
- 2011
- 2012
- 2013
- 2014
- 2015
- 2016
- 2017

Cet article présente les faits marquants de l'année 2013 concernant le jeu.

## Évènements
- Dernière publication d'Ankama Products

### Compétitions
- 25 août : le Français Cyrille Sevin remporte le XXIIIe championnat du monde de Diplomatie à Paris devant le Britannique Toby Harris et le Français Gwen Maggi.
- 8 décembre : le Français Gwen Maggi remporte le XXIXe Championnat de France de Diplomatie au Kremlin-Bicêtre devant ses compatriotes Patrick Garnier et Quentin Luck[1].

## Sorties
- Tajemnicze Domostwo (Mysterium), Oleg Sidorenko et Oleksandr Nevskiy, Portal Games. Traduit en 2015.

## Récompenses
- Spiel des Jahres : Hanabi
- As d'or : Andor

## Décès
- le 25 février 2013 : Allan B. Calhamer, créateur de Diplomatie